# 1987年大英國協政府首腦會議
1987年大英國協政府首腦會議（英語：1987 Commonwealth Heads of Government Meeting）是第十次大英國協政府首腦會議，它於1987年10月13日至17日在加拿大溫哥華舉行，由加拿大總理馬丁·布萊恩·穆爾羅尼主持。
這次會議的重點在於包括會議主席馬丁·布萊恩·穆爾羅尼在內的大多數大英國協成員國領導人與英國首相柴契爾夫人針對南非撤資運動產生了意見分歧，柴契爾夫人反對制裁南非，而大多數其他大英國協成員國領導人則支持制裁南非。